# Wereldkampioenschap voetbal onder 20 - 1995
Het tiende wereldkampioenschap voetbal onder 20 werd gehouden in Qatar van 13 tot en met 28 april 1995. Het toernooi werd voor de tweede keer gewonnen door Argentinië, in de finale werd Brazilië met 2–0 verslagen. Portugal werd derde.

## Deelnemers

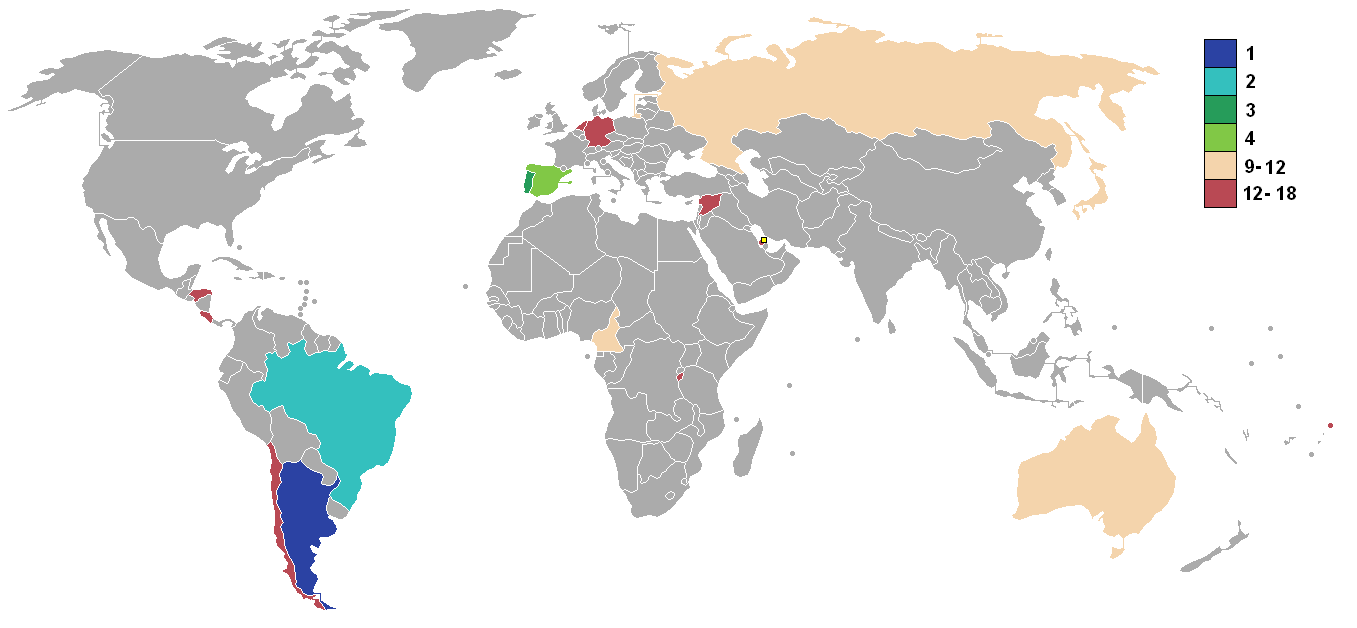
Deelnemende landen

Er deden zestien teams uit zes confederaties mee. Teams konden zich kwalificeren via een jeugdtoernooi dat binnen elke confederatie georganiseerd werd.
| Confederatie                                   | Kwalificatietoernooi                                                                  | Gekwalificeerde landen                      |
| ---------------------------------------------- | ------------------------------------------------------------------------------------- | ------------------------------------------- |
| AFC (Azië)                                     | Aziatisch kampioenschap voetbal onder 19 - 1994 Indonesië, 11–25 september 1994       | Japan Syrië                                 |
| CAF (Afrika)                                   | Afrikaans kampioenschap voetbal onder 21 - 1995 Nigeria, 28 januari – 8 februari 1995 | Burundi Kameroen                            |
| CONCACAF (Noord, Centraal-Amerika & Caribbean) | CONCACAF-kampioenschap voetbal onder 20 - 1994 Honduras, 17–28 augustus 1994          | Costa Rica Honduras                         |
| CONMEBOL (Zuid-Amerika)                        | Zuid-Amerikaans kampioenschap voetbal onder 20 - 1995 Bolivia, 10–29 januari 1995     | Brazilië Argentinië Chili                   |
| OFC (Oceanië)                                  | Oceanisch kampioenschap voetbal onder 20 - 1994 Fiji, 24 september – 3 oktober 1994   | Australië                                   |
| UEFA (Europa)                                  | Europees kampioenschap voetbal onder 18 - 1994 Spanje, 24–31 juli 1994                | Duitsland Nederland Portugal Rusland Spanje |
| Gastland                                       | Gastland                                                                              | Qatar                                       |

## Speelsteden
| Doha                            | Doha                          | Doha               | · Doha |
| Qatarstadion                    | Khalifa International Stadium | Al-Ahlystadion     | · Doha |
| Capaciteit: 13.000              | Capaciteit: 40.000            | Capaciteit: 20.000 | · Doha |
| (Khalifa International Stadium) |                               |                    | · Doha |

## Groepsfase

### Groep A
| Team     | Ptn | Wed | W | G | V | DV | DT | DS | Resultaat           |
| -------- | --- | --- | - | - | - | -- | -- | -- | ------------------- |
| Brazilië | 7   | 3   | 2 | 1 | 0 | 8  | 0  | +8 | Naar de kwartfinale |
| Rusland  | 5   | 3   | 1 | 2 | 0 | 3  | 1  | +2 | Naar de kwartfinale |
| Syrië    | 3   | 3   | 1 | 0 | 2 | 1  | 8  | –7 |                     |
| Qatar    | 1   | 3   | 0 | 1 | 2 | 1  | 4  | –3 |                     |

|                     |              |     |           |                                                                                           |
| 13 april 1995 20:15 | Qatar        | 1–1 | Rusland   | Khalifa Olympic Stadium, Doha Toeschouwers: 65.000 Scheidsrechter: Hermann Albrecht (GER) |
| 13 april 1995 20:15 | Al Enazi 54' |     | Semak 52' | Khalifa Olympic Stadium, Doha Toeschouwers: 65.000 Scheidsrechter: Hermann Albrecht (GER) |

|                     |       |                                                   |          |                                                                                     |
| 14 april 1995 17:15 | Syrië | 0–6                                               | Brazilië | Khalifa Olympic Stadium, Doha Toeschouwers: 40.000 Scheidsrechter: Alain Sars (FRA) |
| 14 april 1995 17:15 |       | Reinaldo 12' (pen.) Élder 67' Caio 73' Murilo 85' |          | Khalifa Olympic Stadium, Doha Toeschouwers: 40.000 Scheidsrechter: Alain Sars (FRA) |

|                     |       |               |       |                                                                                           |
| 16 april 1995 17:15 | Qatar | 0–1           | Syrië | Khalifa Olympic Stadium, Doha Toeschouwers: 60.000 Scheidsrechter: Dermot Gallagher (ENG) |
| 16 april 1995 17:15 |       | Al Boushi 52' |       | Khalifa Olympic Stadium, Doha Toeschouwers: 60.000 Scheidsrechter: Dermot Gallagher (ENG) |

|                     |         |     |          |                                                                                        |
| 17 april 1995 17:15 | Rusland | 0–0 | Brazilië | Khalifa Olympic Stadium, Doha Toeschouwers: 5.000 Scheidsrechter: Gamal Ghandour (EGY) |
| 17 april 1995 17:15 |         |     |          | Khalifa Olympic Stadium, Doha Toeschouwers: 5.000 Scheidsrechter: Gamal Ghandour (EGY) |

|                     |       |                    |          |                                                                                                 |
| 19 april 1995 17:15 | Qatar | 0–2                | Brazilië | Khalifa Olympic Stadium, Doha Toeschouwers: 40.000 Scheidsrechter: Ramón Luis Méndez Vega (CRC) |
| 19 april 1995 17:15 |       | Caio 50' Élder 61' |          | Khalifa Olympic Stadium, Doha Toeschouwers: 40.000 Scheidsrechter: Ramón Luis Méndez Vega (CRC) |

|                     |                            |     |       |                                                                                 |
| 19 april 1995 17:15 | Rusland                    | 2–0 | Syrië | Al-Ahlystadion, Doha Toeschouwers: 3.000 Scheidsrechter: Javier Castrilli (ARG) |
| 19 april 1995 17:15 | Chumachenko 2' Lysenko 90' |     |       | Al-Ahlystadion, Doha Toeschouwers: 3.000 Scheidsrechter: Javier Castrilli (ARG) |

### Groep B
| Team    | Ptn | Wed | W | G | V | DV | DT | DS | Resultaat           |
| ------- | --- | --- | - | - | - | -- | -- | -- | ------------------- |
| Spanje  | 9   | 3   | 3 | 0 | 0 | 13 | 5  | +8 | Naar de kwartfinale |
| Japan   | 4   | 3   | 1 | 1 | 1 | 5  | 4  | +1 | Naar de kwartfinale |
| Chili   | 2   | 3   | 0 | 2 | 1 | 6  | 9  | –3 |                     |
| Burundi | 1   | 3   | 0 | 1 | 2 | 2  | 8  | –6 |                     |

|                     |                  |     |                                                            |                                                                               |
| 13 april 1995 17:15 | Burundi          | 1–5 | Spanje                                                     | Al-Ahlystadion, Doha Toeschouwers: 1.000 Scheidsrechter: Marcio Rezende (BRA) |
| 13 april 1995 17:15 | Ndayishimite 82' |     | Martínez 26' Raúl 36' Roger 40' (pen.) Etxeberria 72', 86' | Al-Ahlystadion, Doha Toeschouwers: 1.000 Scheidsrechter: Marcio Rezende (BRA) |

|                     |                          |     |                    |                                                                                |
| 14 april 1995 17:15 | Chili                    | 2–2 | Japan              | Al-Ahlystadion, Doha Toeschouwers: 2.000 Scheidsrechter: Charles Masembe (UGA) |
| 14 april 1995 17:15 | Rozental 11' (pen.), 67' |     | Oki 47' Nakata 87' | Al-Ahlystadion, Doha Toeschouwers: 2.000 Scheidsrechter: Charles Masembe (UGA) |

|                     |               |     |              |                                                                                       |
| 16 april 1995 17:15 | Burundi       | 1–1 | Chili        | Al-Ahlystadion, Doha Toeschouwers: 3.000 Scheidsrechter: Ramón Luis Méndez Vega (CRC) |
| 16 april 1995 17:15 | Butunungu 83' |     | Rozental 14' | Al-Ahlystadion, Doha Toeschouwers: 3.000 Scheidsrechter: Ramón Luis Méndez Vega (CRC) |

|                     |                   |     |            |                                                                           |
| 17 april 1995 17:15 | Spanje            | 2–1 | Japan      | Al-Ahlystadion, Doha Toeschouwers: 4.000 Scheidsrechter: Zeli Sinko (CIV) |
| 17 april 1995 17:15 | Roger 8' Raúl 83' |     | Nakata 69' | Al-Ahlystadion, Doha Toeschouwers: 4.000 Scheidsrechter: Zeli Sinko (CIV) |

|                     |         |                                |       |                                                                                        |
| 19 april 1995 19:45 | Burundi | 0–2                            | Japan | Khalifa Olympic Stadium, Doha Toeschouwers: 4.000 Scheidsrechter: Gamal Ghandour (EGY) |
| 19 april 1995 19:45 |         | Yasunaga 10' Yamada 17' (pen.) |       | Khalifa Olympic Stadium, Doha Toeschouwers: 4.000 Scheidsrechter: Gamal Ghandour (EGY) |

|                     |                                                                     |     |                                 |                                                                                           |
| 19 april 1995 19:45 | Spanje                                                              | 6–3 | Chili                           | Al-Ahlystadion, Doha Toeschouwers: 3.000 Scheidsrechter: Pascual Rebolledo Cárdenas (MEX) |
| 19 april 1995 19:45 | Etxeberria 9', 13' Ochoa 20', 61' Salgado 47' De la Peña 80' (pen.) |     | Rozental 52' Poli 77' Lobos 83' | Al-Ahlystadion, Doha Toeschouwers: 3.000 Scheidsrechter: Pascual Rebolledo Cárdenas (MEX) |

### Groep C
| Team       | Ptn | Wed | W | G | V | DV | DT | DS | Resultaat           |
| ---------- | --- | --- | - | - | - | -- | -- | -- | ------------------- |
| Portugal   | 9   | 3   | 3 | 0 | 0 | 7  | 2  | +5 | Naar de kwartfinale |
| Argentinië | 6   | 3   | 2 | 0 | 1 | 5  | 3  | +2 | Naar de kwartfinale |
| Nederland  | 3   | 3   | 1 | 0 | 2 | 7  | 5  | +2 |                     |
| Honduras   | 0   | 3   | 0 | 0 | 3 | 5  | 14 | –9 |                     |

|                     |           |             |            |                                                                                         |
| 13 april 1995 17:15 | Nederland | 0–1         | Argentinië | Qatarstadion, Doha Toeschouwers: 2.000 Scheidsrechter: Pascual Rebolledo Cárdenas (MEX) |
| 13 april 1995 17:15 |           | Garrone 90' |            | Qatarstadion, Doha Toeschouwers: 2.000 Scheidsrechter: Pascual Rebolledo Cárdenas (MEX) |

|                     |                         |     |                              |                                                                                                |
| 14 april 1995 19:45 | Honduras                | 2–3 | Portugal                     | Khalifa Olympic Stadium, Doha Toeschouwers: 10.000 Scheidsrechter: Emmanuel Dada Obafemi (NGR) |
| 14 april 1995 19:45 | Guevara 26' Cabrera 34' |     | Nuno Gomes 18', 66' Dani 53' | Khalifa Olympic Stadium, Doha Toeschouwers: 10.000 Scheidsrechter: Emmanuel Dada Obafemi (NGR) |

|                     |                                                                 |     |                     |                                                                                          |
| 16 april 1995 19:45 | Nederland                                                       | 7–1 | Honduras            | Khalifa Olympic Stadium, Doha Toeschouwers: 20.000 Scheidsrechter: Masayoshi Okada (JPN) |
| 16 april 1995 19:45 | Wooter 3' (44) Witzenhausen 10' (24), 77' Gehring 67' Bouma 78' |     | Oseguera 48' (pen.) | Khalifa Olympic Stadium, Doha Toeschouwers: 20.000 Scheidsrechter: Masayoshi Okada (JPN) |

|                     |            |          |          |                                                                                       |
| 17 april 1995 19:45 | Argentinië | 0–1      | Portugal | Khalifa Olympic Stadium, Doha Toeschouwers: 8.000 Scheidsrechter: Rune Pedersen (NOR) |
| 17 april 1995 19:45 |            | Dani 71' |          | Khalifa Olympic Stadium, Doha Toeschouwers: 8.000 Scheidsrechter: Rune Pedersen (NOR) |

|                     |           |                                       |          |                                                                                          |
| 20 april 1995 17:15 | Nederland | 0–3                                   | Portugal | Khalifa Olympic Stadium, Doha Toeschouwers: 4.000 Scheidsrechter: Hermann Albrecht (GER) |
| 20 april 1995 17:15 |           | Beto 9' (pen.) Dani 47' Agostinho 70' |          | Khalifa Olympic Stadium, Doha Toeschouwers: 4.000 Scheidsrechter: Hermann Albrecht (GER) |

|                     |                               |     |                        |                                                                                 |
| 20 april 1995 17:15 | Argentinië                    | 4–2 | Honduras               | Al-Ahlystadion, Doha Toeschouwers: 3.000 Scheidsrechter: Nikolai Levnikov (RUS) |
| 20 april 1995 17:15 | Ibagaza 6' Pena 39', 42', 72' |     | Guevara 48' Medina 60' | Al-Ahlystadion, Doha Toeschouwers: 3.000 Scheidsrechter: Nikolai Levnikov (RUS) |

### Groep D
| Team       | Ptn | Wed | W | G | V | DV | DT | DS | Resultaat           |
| ---------- | --- | --- | - | - | - | -- | -- | -- | ------------------- |
| Kameroen   | 7   | 3   | 2 | 1 | 0 | 7  | 4  | +3 | Naar de kwartfinale |
| Australië  | 4   | 3   | 1 | 1 | 1 | 5  | 4  | +1 | Naar de kwartfinale |
| Costa Rica | 3   | 3   | 1 | 0 | 2 | 3  | 6  | –3 |                     |
| Duitsland  | 2   | 3   | 0 | 2 | 1 | 3  | 4  | –1 |                     |

|                     |                            |     |            |                                                                                     |
| 13 april 1995 19:45 | Australië                  | 2–0 | Costa Rica | Al-Ahlystadion, Doha Toeschouwers: 1.000 Scheidsrechter: Abdul Rahman Al-Zeid (KSA) |
| 13 april 1995 19:45 | Viduka 51' Enes 74' (pen.) |     |            | Al-Ahlystadion, Doha Toeschouwers: 1.000 Scheidsrechter: Abdul Rahman Al-Zeid (KSA) |

|                     |          |     |                |                                                                                 |
| 14 april 1995 19:45 | Kameroen | 1–1 | Duitsland      | Al-Ahlystadion, Doha Toeschouwers: 1.000 Scheidsrechter: Javier Castrilli (ARG) |
| 14 april 1995 19:45 | Simo 90' |     | Hinz 9' (pen.) | Al-Ahlystadion, Doha Toeschouwers: 1.000 Scheidsrechter: Javier Castrilli (ARG) |

|                     |                 |     |                            |                                                                                 |
| 16 april 1995 19:45 | Australië       | 2–3 | Kameroen                   | Al-Ahlystadion, Doha Toeschouwers: 5.000 Scheidsrechter: Nikolai Levnikov (RUS) |
| 16 april 1995 19:45 | Viduka 11', 72' |     | Ntamag 52', 90' Ndiefi 67' | Al-Ahlystadion, Doha Toeschouwers: 5.000 Scheidsrechter: Nikolai Levnikov (RUS) |

|                     |                              |     |           |                                                                           |
| 17 april 1995 19:45 | Costa Rica                   | 2–1 | Duitsland | Al-Ahlystadion, Doha Toeschouwers: 5.000 Scheidsrechter: Alain Sars (FRA) |
| 17 april 1995 19:45 | Bennette 42' (pen.) Soto 52' |     | Walle 90' | Al-Ahlystadion, Doha Toeschouwers: 5.000 Scheidsrechter: Alain Sars (FRA) |

|                     |            |     |           |                                                                                        |
| 20 april 1995 19:45 | Australië  | 1–1 | Duitsland | Khalifa Olympic Stadium, Doha Toeschouwers: 4.000 Scheidsrechter: Marcio Rezende (BRA) |
| 20 april 1995 19:45 | Viduka 54' |     | Rath 23'  | Khalifa Olympic Stadium, Doha Toeschouwers: 4.000 Scheidsrechter: Marcio Rezende (BRA) |

|                     |              |     |                          |                                                                                 |
| 20 april 1995 19:45 | Costa Rica   | 1–3 | Kameroen                 | Al-Ahlystadion, Doha Toeschouwers: 6.000 Scheidsrechter: Dermot Gallagher (ENG) |
| 20 april 1995 19:45 | Bennette 30' |     | Ndiefi 26' Essa 36', 75' | Al-Ahlystadion, Doha Toeschouwers: 6.000 Scheidsrechter: Dermot Gallagher (ENG) |

## Knock-outfase
|  | Kwartfinale    | Kwartfinale    |                |   | Halve finale   | Halve finale   |   |  | Finale | Finale |
|  |                |                |                |   |                |                |   |  |        |        |
|  | 23 april, Doha |                |                |   |                |                |   |  |        |        |
|  |                |                |                |   |                |                |   |  |        |        |
|  | Brazilië       | 2              |                |   |                |                |   |  |        |        |
|  | Brazilië       | 2              | 25 april, Doha |   |                |                |   |  |        |        |
|  | Japan          | 1              |                |   |                |                |   |  |        |        |
|  | Japan          | 1              | Brazilië       | 1 |                |                |   |  |        |        |
|  | 23 april, Doha |                | Brazilië       | 1 |                |                |   |  |        |        |
|  |                | Portugal       | 0              |   |                |                |   |  |        |        |
|  | Portugal       | Portugal       | 0              | 2 |                |                |   |  |        |        |
|  | Portugal       |                | 28 april, Doha | 2 |                |                |   |  |        |        |
|  | Australië      | 1              |                |   |                |                |   |  |        |        |
|  | Australië      | 1              | Brazilië       | 0 |                |                |   |  |        |        |
|  | 23 april, Doha |                | Brazilië       | 0 |                |                |   |  |        |        |
|  |                | Argentinië     | 2              |   |                |                |   |  |        |        |
|  | Spanje         | Argentinië     | 2              | 4 |                |                |   |  |        |        |
|  | Spanje         | 25 april, Doha |                | 4 |                |                |   |  |        |        |
|  | Rusland        | 1              |                |   |                |                |   |  |        |        |
|  | Rusland        | 1              | Spanje         | 0 | Troostfinale   | Troostfinale   |   |  |        |        |
|  | 23 april, Doha |                | Spanje         | 0 | Troostfinale   | Troostfinale   |   |  |        |        |
|  |                | Argentinië     | 3              |   | 28 april, Doha | 28 april, Doha |   |  |        |        |
|  | Kameroen       | Argentinië     | 3              | 1 | 28 april, Doha | 28 april, Doha |   |  |        |        |
|  | Kameroen       |                |                |   |                | Portugal       | 3 |  |        |        |
|  | Argentinië     | 2              |                |   |                | Portugal       | 3 |  |        |        |
|  | Argentinië     | 2              | Spanje         | 2 |                |                |   |  |        |        |
|  |                |                | Spanje         | 2 |                |                |   |  |        |        |

### Kwartfinale
|                     |               |     |         |                                                                                          |
| 23 april 1995 17:15 | Brazilië      | 2–1 | Japan   | Khalifa Olympic Stadium, Doha Toeschouwers: 5.000 Scheidsrechter: Hermann Albrecht (GER) |
| 23 april 1995 17:15 | Caio 26', 40' |     | Oku 15' | Khalifa Olympic Stadium, Doha Toeschouwers: 5.000 Scheidsrechter: Hermann Albrecht (GER) |

|                     |                                  |     |                  |                                                                               |
| 23 april 1995 17:15 | Spanje                           | 4–1 | Rusland          | Al-Ahlystadion, Doha Toeschouwers: 4.000 Scheidsrechter: Gamal Ghandour (EGY) |
| 23 april 1995 17:15 | Raúl 3' Etxeberria 13', 21', 62' |     | Lipko 65', pen.' | Al-Ahlystadion, Doha Toeschouwers: 4.000 Scheidsrechter: Gamal Ghandour (EGY) |

|                     |                     |            |                          |                                                                                       |
| 23 april 1995 20:15 | Portugal            | 2–1 (n.v.) | Australië                | Khalifa Olympic Stadium, Doha Toeschouwers: 5.000 Scheidsrechter: Rune Pedersen (NOR) |
| 23 april 1995 20:15 | Agostinho 66', 100' |            | Carlos Felipe 72' (e.d.) | Khalifa Olympic Stadium, Doha Toeschouwers: 5.000 Scheidsrechter: Rune Pedersen (NOR) |

|                     |          |                          |            |                                                                           |
| 23 april 1995 20:15 | Kameroen | 0–2                      | Argentinië | Al-Ahlystadion, Doha Toeschouwers: 7.000 Scheidsrechter: Alain Sars (FRA) |
| 23 april 1995 20:15 |          | Guerrero 37' Coyette 49' |            | Al-Ahlystadion, Doha Toeschouwers: 7.000 Scheidsrechter: Alain Sars (FRA) |

### Halve finale
|                     |          |     |          | |
| 25 april 1995 17:15 | Brazilië | 1–0 | Portugal | Khalifa Olympic Stadium, Doha Toeschouwers: 10.000 Scheidsrechter: Pascual Rebolledo Cárdenas (MEX) |
| 25 april 1995 17:15 | Caio 90' |     |          | Khalifa Olympic Stadium, Doha Toeschouwers: 10.000 Scheidsrechter: Pascual Rebolledo Cárdenas (MEX) |

|                     |        |                                      |            |                                                                                           |
| 25 april 1995 20:15 | Spanje | 0–3                                  | Argentinië | Khalifa Olympic Stadium, Doha Toeschouwers: 10.000 Scheidsrechter: Hermann Albrecht (GER) |
| 25 april 1995 20:15 |        | Biagini 21' Coyette 54' Chaparro 81' |            | Khalifa Olympic Stadium, Doha Toeschouwers: 10.000 Scheidsrechter: Hermann Albrecht (GER) |

### Troostfinale
|                     |                              |     |                            |                                                                                               |
| 28 april 1995 14:45 | Portugal                     | 3–2 | Spanje                     | Khalifa Olympic Stadium, Doha Toeschouwers: 50.000 Scheidsrechter: Abdul Rahman Al-Zeid (KSA) |
| 28 april 1995 14:45 | Nuno Gomes 68', 82' Dani 73' |     | Salgado 25' De la Peña 38' | Khalifa Olympic Stadium, Doha Toeschouwers: 50.000 Scheidsrechter: Abdul Rahman Al-Zeid (KSA) |

### Finale
|                     |          |                          |            |                                                                                   |
| 28 april 1995 17:15 | Brazilië | 0–2                      | Argentinië | Khalifa Stadium, Doha Toeschouwers: 65.000 Scheidsrechter: Dermot Gallagher (ENG) |
| 28 april 1995 17:15 |          | Biagini 25' Guerrero 89' |            | Khalifa Stadium, Doha Toeschouwers: 65.000 Scheidsrechter: Dermot Gallagher (ENG) |